# 다버 포스
다버 포스(네덜란드어: Dave Vos, 1983년 4월 24일~)는 네덜란드의 축구 감독이다.

## 경력
2021년에 스코틀랜드의 축구단인 레인저스의 수석 코치 자리에 임명되었다.